# Tucumán Rugby Club
Tucumán Rugby Club es un club social y deportivo principalmente de rugby y hockey sobre césped. Además tiene otros deportes como tenis, paddle, squash, y una pileta. Es uno de los miembros fundadores de la Unión de Rugby de Tucumán (URT) y es el club que más campeonatos (23) ganados tiene del rugby tucumano, después de Universitario.
Además es considerado uno de los principales clubes de rugby del país habiendo aportado a la selección Argentina de Rugby la mayor cantidad de jugadores tucumanos.
Fue fundado el 5 de septiembre de 1942 en la ciudad de San Miguel de Tucumán con el lema más que un club una amistad. Luego adquirió su propia cancha en 1958 que conserva hasta el día de hoy. Su cede central queda en Yerba Buena, Tucumán. También cuenta con un anexo "campo norte" ubicado a unos pocos metros del club.

## Historia

### Fundación
Corría la década de 1940, en Tucumán el profesor Mario Santamarina impulsaba a su generación hacia la práctica del Rugby, un nuevo deporte que tomaba fuerzas en Argentina.
En los salones del bar La Cosechera, un grupo de muchachos, animados por Roberto Alvarado y un puñado de ingleses, empleados de la sucursal tucumana del Banco de Londres, acaudillados por el inolvidable Freddy Gould, comenzaban a estructurar la idea del que fue el primer club de rugby propiamente dicho en la provincia: el Tucumán Rugby Club.
Las primeras reuniones en realidad se hicieron en los bancos de la plaza independencia, luego Isaías Nougués, generosamente prestó su casa para reuniones más amplias. Lo que resultó decisiva fue la integración de aquellos británicos del Banco, quienes habían abrevado el Rugby en su propia cuna; fueron los que cimentaron la esencia de este deporte en Tucumán Rugby: el sentido de hombría de bien y del cumplimiento de las normas, el respeto cuasi reverencial al referí, la fraternidad de equipo, la limpieza de intenciones y la pureza del juego, fueron transmitidas a ese grupo primigenio. Por ello, desde su misma fundación, el 5 de septiembre de 1942, la institución fue conocida como 'El Club de los Ingleses'.
En su grupo inicial, además de Gould, un caballero de recia estampa que fue sin duda el alma mater del club, se destacaba Pocock, un escocés de gran tamaño y excelente técnica, también Galbraith, Pinner, Martens, Dennis Githings y Sinclair. Posteriormente se sumarían Horace W. Bliss y Bertie Godward. Peter Bernar por su parte, será siempre recordado como un gran maestro de los más jóvenes. De los ingleses quedó en Tucumán Rugby el gusto por el juego abierto y de manos, el takle preciso, siempre debajo de la cintura y el sentido de caballerosidad y respeto por el adversario.
Se recuerda una famosa línea conformada por Basilio Carrasco, Queko Frías, el "loco" Leal Santillán y Rafo Castillo, jugador éste de una elegancia exquisita. También resuenan los nombres de Manso, Giacometti, del inolvidable Negro Farías, Carlos Sorol, Rodolfo Montini, aquel excepcional pianista y jugador, Juan Bustamante quién puso letra y música a una zamba dedicada al club, Pico Zavalía, Juan H. Figueroa, Isaías Nougues; luego llegaron Jimmy Lord, Pepe Terán, Alejandro y Raúl Frías Silva, Roberto Terán Vega, Chicho Páez Márquez y tantos más. Los colores de la camiseta elegida fueron: Verde, por la esperanza de ser siempre mejores, negro: por la severidad de los actos y blanco por la pureza de la intención en el juego.

### Primer campeonato anual
En 1944 se organizó el primer campeonato anual, disputado por los fundadores de la URT: Universitario, Natación y Gimnasia, Cardenales y Tucumán Rugby, y Atlético Tucumán y Tucumán de Gimnasia. Tucumán Rugby se coronó como primer campeón tucumano.

### Mudanza a Yerba Buena
Durante 16 años el club no tuvo cancha propia. Se jugaba en la de Natación y Gimnasia y otra existente en el Parque 9 de Julio, cercana a la cancha de polo que por entonces allí existía. Pero en la década del 50 nació la idea de que el club tuviera cancha en Yerba Buena. A tal fin se convenció a Don Antonio Rusiñol Frías, que vendiera una fracción de 3 hectáreas de su finca cañera. Los más entusiastas en la adquisición fueron Queco Frías y Rafo Castillo quienes llegaron a dar avales personales para la compra.
Se hicieron fiestas, rifas, se recibieron donativos de familiares y amigos y por fin y gracias a la generosidad y enorme paciencia de Rusiñol Frías, el club inauguró oficialmente su cancha el 4 de abril de 1958. Se le puso el nombre de: 'Chato Paz', en honor a un jugador muy querido en el club quién había fallecido poco antes en un accidente.
Los primeros años fueron muy difíciles: los baños y vestuarios se improvisaban en los cañaverales vecinos, no existía sede y la cancha se cuidaba de una manera muy rudimentaria.

### Década del 60
La adquisición de una nueva sede exigió mayores compromisos. En un momento dado llegó a complicarse seriamente la situación institucional por la falta de una sede, sumándose un conflicto con la Unión de Rugby. Fue fundamental entonces la colaboración de Alberto García Araoz (presidente del club) y su familia que prestaron su casa para organizar los terceros tiempos y fiestas con las que se juntaba algo de dinero. De a poco se fue armando la sede.
En cuanto a lo deportivo Tucumán Rugby consiguió los campeonatos de 1961 y 1962. Sin embargo luego de esto no pudo alzarse al campeonato por muchos años consecutivos.
A destacar del año 1965 fueron las dos victorias al club Belgrano Athletic de Buenos Aires. Los porteños visitaron primero a los tucumanos con varias ausencias debido a una gira a Sudáfrica (en la que nacieron Los Pumas) donde venció el local. Más tarde, a pesar de que Belgrano Athletic salga campeón en su torneo, fueron nuevamente derrotados por Tucumán Rugby, ahora en Buenos Aires, generando una buena impresión al público porteño.
Dichas victorias ayudaron anímicamente al Tucumán Rugby en esos momentos tan difíciles. Sin embargo, luego de esto se sumaron numerosos fracasos deportivos y la pérdida de algunos socios que complicaron las cosas.

### Década de 1970
En 1970, el escribano García Araoz deja la presidencia y asume Juan Carlos Griet quien fue partícipe de la recuperación del club. Se concretaron varios proyectos de remodelación y la instalación de una pileta y canchas de tenis, también los vestuarios. Se solucionó también un conflicto social en la que se había instalado una villa de emergencia al lado, recuperando a pleno los territorios del club. Se construyeron más adelante los vestuarios y se instaló la iluminación en la cancha, algo inédito en la provincia.
Se sumó además la aparición del hockey sobre césped, que fue impulsado para poner en actividad al género femenino en el club. Al poco tiempo, en 1974, se logró el primer título, precisamente con la división juvenil, equipo que se clasificó campeón invicto en el "Anual", logro que repitió al año siguiente. En 1976 Tucumán Rugby obtiene su primer título oficial de primera división.
Más tarde se concretó la adquisición a una compañía azucarera de unos terrenos, ubicados al norte de la sede central, a los que se les llamó Campo Norte Dr. José Frías Silva. Primero funcionó como pista de karting y más tarde se utilizó para canchas de rugby para las divisiones juveniles e infantiles.
La cancha principal, hoy denominada "Ingeniero Juan Carlos Griet", como la cancha de hockey hasta la colocación de la carpeta sintética, presentaron siempre un piso perfectamente preparado y cuidado, a punto tal de ser tenidos en consideración entre los mejores campos de juego del país, en ambos deportes.
Los 70' fueron años deportivamente pobres, en los que en 1975 se llegó a estar relegados en los últimos puestos del torneo. Sin embargo, en el año 1977, luego de 15 años de sequía, Tucumán RC logró salir campeón compartido con Lawn Tennis. Al año siguiente volvió a repetir la hazaña.

### Década del 80
Tucumán Rugby marchaba firmemente en su hacia su destino de grandeza. Era ya, por derecho propio, uno de los clubes de rugby más importantes del país. Se destaca la importancia de las obras llevadas a cabo y la influencia que las mismas tuvieron en la apertura y consecuente desarrollo operado en la institución, lo que trajo aparejado un significativo incremento de la masa societaria.
De a poco fueron apareciendo grandes jugadores de las divisiones juveniles que lograron ganar el subcampeonato en 1984 detrás de un imponente Los Tarcos que salió campeón desde 1983 hasta el 1987.
En 1985 Los Naranjas lograron su primer título en el Campeonato Argentino de Rugby con la participación de varios jugadores verdinegros.
Tucumán Rugby se alzó con un Torneo Integración Regional del NOA organizado en el año 1987 en el que se incluían los clubes de Salta, Santiago del Estero, Tucumán y el Seleccionado de Jujuy.

### Época dorada
A partir de 1988, Tucumán Rugby sale campeón seis veces consecutivas hasta el año 1993, un récord en el Campeonato Anual de la URT.Realmente ese encadenamiento de brillantes éxitos marca un momento excepcional para el club.
Coincidente con esos triunfos, transcurrió el período más espectacular del rugby tucumano con la obtención de los dos primeros campeonatos argentinos. La superioridad tucumana en el concierto nacional quedó confirmada con las conquistas del máximo certamen nacional en 1987, 1988, 1989, 1990, 1992 y 1993. Numerosos fueron los jugadores del Tucumán Rugby llamados a integrar la escuadra de la mítica camiseta color naranja, partícipe de épicas confrontaciones ante los más poderosos rivales.
Fue precisamente en 1988, el 7 de junio en cancha de Atlético Tucumán, cuando el seleccionado provincial llamó la atención del mundo al empatar con la  selección nacional de Francia 18 a 18. Con tribunas que presentaron un lleno completo los locales cumplieron una actuación sobresaliente. Participando de esa epopeya jugadores verdinegros como Santiago Mesón, Ricardo Sauze, Ricardo Le Fort, Julio Coria, Gabriel Terán, entre otros. Ese mismo año los naranjas perdieron con los maoríes neocelandeses 12 a 3, en un partido plagado de incorrecciones por parte de jugadores y público, especialmente de los espectadores,lo que le valió a la Unión local una severa sanción. 
Se destacan también giras realizadas por parte del combinado provincial a Europa en 1989 ganado todos los partidos, y otra realizada a Nueva Zelanda y Australia en 1991, perdiendo 21 a 9 nada más ni nada menos que contra los All Blacks, jugando con jerarquía internacional.
Tucumán Rugby llega a 1992 atravesando su mejor momento de la historia del club. Poseía una posición predominante en el rugby local y ese año logró conseguir su tercer Torneo Nacional de Clubes (viejo) en Mendoza. Con gran entusiasmo se organizaban los festejos con que se conmemoraría el 50 Aniversario de la fundación. 
En ese año tan especial para este club, el rugby tucumano plasmó su hazaña más grande: el equipo de la camiseta naranja venció al seleccionado de Francia 25 a 23, en la cancha de Atlético. Los verdinegros en cancha esa mítica noche fueron Santiago Mesón, Gabriel Terán, Patricio Mesón, Ricardo Sauze, José Santamarina, Fernando Buabse, Agustín Macome, Pablo Buabse, Ricardo Le Fort y Julio Coria, entre otros.
En marzo de 1993 Tucumán RC sufre un durísimo golpe con el fallecimiento de su presidente el Ingeniero Juan Carlos Griet, hecho que conmocionó a la provincia. Sus restos fueron despedidos en una misa de cuerpo presente celebrada en la cancha de rugby número 1, que hoy lleva su nombre. El plantel de primera se encontraba en una gira a Nueva Zelanda y Australia en la que Tucumán Rugby regresó invicto, superando a equipos como Gordon RFC (subcampeón australiano). Ese año además se participó de la primera edición del Torneo Nacional de Clubes perdiendo en la final 27 a 19 contra el San Isidro Club.
Se iban cerrando ciclos, tanto para los naranjas como para los verdinegros. Durante el período 1988-1993, que significó el tiempo de los triunfos reiterados para dicho club, fueron varios los jugadores que integraron el equipo tucumano en recordadas confrontaciones interprovinciales e internacionales. Son ellos: Ricardo Sauze, José Santamarina (capitán desde 1991), Santiago Mesón, Ricardo Le Fort, Martín Terán, Julio José Paz, Agustín Macome, Gabriel Terán, Martín Pfister, Pablo Fernández Bravo, Pedro Gauna, Sebastián Paz Posse, Julio Williams, Patricio Mesón, Federico Williams, Mariano Malmierca, Marcos Silvetti, Eduardo García Hamilton, Raúl Griet, Rodolfo Paz Posse, Mariano Galíndez y Gustavo Micheli.
Cerrando la época dorada de Tucumán Rugby, en 1994 (cincuentenario de la URT), Los Tarcos rompen con la racha de seis títulos consecutivos de los de Yerba Buena. Sin embargo en 1995 recuperan el título los verdinegros, compartiendo con Natación y Gimnasia.
A pesar de las expectativas no se pudo repetir el campeonato en 1996. Ese año se decidió no participar en el Nacional de Clubes por discrepancias en los aspectos organizativos.

### Año 2000 hasta hoy
Tucumán Rugby abre el nuevo milenio con un nuevo campeonato, guiado por su eterno conductor, Ricardo Sauze, con la excelente labor de un pack de forwards sobresaliendo la tarea de Pablo Bravo, Emiliano Fernández Bravo, Julio Farías y el capitán José Santamarina, más la calidad de Martín Pfister, Pablo García Hamilton y el Pato Rojas. Ese año además se le ganó al equipo campeón sudafricano Universidad de Stellenbosch por 25 a 23 en una gira que realizaban por la Argentina.
En el año 2006 logró su último título, con un plantel muy joven.
A fuerza de la pujanza y el desinterés de muchos socios, con los años Tucumán Rugby se convirtió en el club modelo que hoy es. Mucho se le debe a dos presidentes progresistas: Juan Carlos Griet y Julio Paz. Es el segundo club que más títulos lleva ganados (20) en torneos de la URT y que más Pumas tucumanos ha dado a la selección Argentina de Rugby. 
En el último torneo del año 2014 logó llegar a la final del torneo regional que perdió en manos del Tucumán Lawn Tennis. Al quedar 2° en la tabla de posiciones logró clasificar al Torneo Nacional de Clubes 2015.
Después de un 2020 inédito con situaciones nunca antes vistas donde el torneo regional no se realiza, se dispone que se desarrollara un torneo distinto de lo que veníamos acostumbrados. Tucumán Rugby inicia su campaña con un objetivo claro en mente. La unión tucumana de rugby (U.R.T) dispone un campeonato con formato de 2 torneos, apertura y clausura respectivamente más un torneo anual reducido similar a los playoffs que solíamos conocer. El primer torneo se pone en marcha, los jugadores vuelven, después de más de 1 año, a las canchas. Tucumán Rugby con su nuevo Head coach y staff, empiezan el año con una victoria contra su clásico, Tucumán Lawn Tennis. El torneo no se desarrolla de la manera esperada, todavía el mundo se encuentra adaptándose a esta nueva normalidad, con rebrotes y picos de casos de covid el torneo se suspende y reanuda en distintas ocasiones. A pesar de los contratiempos el verdinegro alcanza una nueva final, contra Natación y Gimnasia, el único equipo contra el que perdió a lo largo del torneo. Al fin vuelve una final en el Rugby Tucumano, las emociones eran las mismas de siempre, eso el virus no nos puedo quitar.↵Natación y Gimnasia se corona campeón del torneo de rugby apertura en condición de visitante. Un golpe duro para los verdinegros, ya que los últimos años no venían siendo muy buenos para el conjunto de Marcos Paz. ↵El equipo y staff se hacen cargo de lo sucedido, borrón y cuenta nueva, dispuestos a dar lo mejor y enfocarse en el próximo torneo, el torneo clausura. Los verdinegros tienen una performance invicta, que los deposita en una nueva final. Esta final es contra el único equipo con el que perdieron los verdinegros, Natación y Gimnasia. En este caso los verdinegros van a buscar la victoria en la cancha de los "blancos". Desarrollado el partido Tucumán Rugby se lleva el triunfo a Yerba Buena, demostrando un grandísimo nivel. Después de varios años, el conjunto dirigido por José Macome es campeón. De esta manera los "chetos" se consagran campeones del torneo clausura. El torneo no estaba concluido, todavía quedaba el torneo anual reducido por disputarse. En modalidad de playoffs Tucumán Rugby y Natación y Gimnasia clasifican directamente a semifinales debido a sus resultados durante el año. Tucumán Rugby vence a Universitario y Natación hace lo mismo contra Cardenales, por lo que se da una nueva final entre los últimos dos campeones, en este caso el partido se disputaría en cancha neutral, la caldera del parque.
Después de un año totalmente atípico, con las tribunas con gente, la emoción a flor de piel, el parque 9 de julio es una fiesta. Tucumán Rugby vence con categoría a Natación y Gimnasia proclamándose así campeón del torneo anual tucumano de rugby, cortando con una "sequía" de 5 años sin títulos, demostrando y confirmando que estuvo y siempre esta a la altura de las circunstancias.

## Colores
Los colores de la camiseta elegida fueron: verde, por la esperanza de ser siempre mejores; negro, por la severidad de los actos; y blanco, por la pureza de la intención en el juego.

### Escudo
Con la forma de la provincia de Tucumán dividido en cuatro a cuadros, de color verde y negro , en ese orden, y una R de color blanca en el medio.

### Indumentaria
Camiseta a cuadros verde y negra, con detalles en blanco; pantalón blanco y medias verde y negras.

## Títulos
| Torneos oficiales                | Torneos oficiales |
| Competición                      | Títulos |
| -------------------------------- | --- |
| Anual Tucumano (20)              | 1944, 1946, 1948, 1951, 1952, 1953, 1956, 1961, 1962, 1977, 1978, 1988, 1989, 1990, 1991, 1992, 1993, 1995, 2018 y 2021. |
| Torneo Regional del Noroeste (3) | 2000, 2006 y 2015. |

- Viejo torneo Nacional de Clubes (4).

- Subcampeón del Torneo Nacional de Clubes (2): 1993 y 2007.

## Jugadores destacados
Pepe Terán jugó en un combinado nacional, que llevaba el emblema de un Puma en el pecho, extrañamente su nombre no figura en ninguna nómina, lo que debería corregirse. Luego Julio Paz participó en el seleccionado Nacional de Provincias Argentinas en 1966. Cuando el Seleccionado Argentino de Rugby pasó a conocerse internacionalmente como Los Pumas, Tucumán Rugby fue una verdadera cantera de ellos: el primero fue Julio Bach, luego Jorge Posse, Ricardo Sauze, José Santamarina, Ricardo Le Fort, Agustín Macome, Santiago Mesón, Eduardo y Pablo García Hamilton, Sebastián Paz Posse, Julio José Paz , Martín Terán y Gabriel Terán, Martín Pfister, Pablo Fernández Bravo, Julio Farías Cabello y Benjamín Macome. Verdaderas dinastías de jugadores se han nutrido del club, siendo la más numerosa la de la familia Macome, o la de Pepe Terán Nougués y sus hijos, o la de los hermanos Julio Julián, José Nicanor, Jorge y Federico Posse Padilla, la de Los Paz Rougués, los hermanos Bach, los Williams, los Griet, Santamarina, los Meson, Lefort, entre tantos nombres.
Entre los muchos y muy buenos jugadores que vistieron los colores del verdinegro se cuentan: Basilio Carrasco, Pepe Terán, Alejandro Frías Silva, Julio Paz,Georgie Sherriff, Mario Alejo Fernandez, Julio Bach, Jorge Posse, Ricardo Sauze, Gabriel Teran, Jose Santamarina, Ricardo Le Fort , Agustín Macome,Juan Carlos Fagalde, Santiago Mesón, Carlos Bleckwedel,Patricio Mesón, Martin Teran, los hermanos Julio y Federico Williams, Pedro Gauna, Santiago Molina, Julio Farías Cabello.

## Presidentes de Tucumán Rugby
| Años        | Nombre                   |
| ----------- | ------------------------ |
| 1942-1952   | Roberto Alvarado         |
| 1952-1954   | Juan Manuel Novillo      |
| 1954-1955   | Olaf Heydl               |
| 1955-1956   | Miguel Arcuri            |
| 1956-1960   | Víctor R. Montini        |
| 1960-1970   | Julio A. García Araoz    |
| 1970-1993   | Juan Carlos Griet        |
| 1993-2004   | Julio Paz                |
| 2004-2011   | Nicolás Avellaneda       |
| 2011-actual | Roberto Martínez Zavalia |